# Merionoeda wayani
Merionoeda wayani là một loài bọ cánh cứng trong họ Cerambycidae.